# Elaeagnus davidii
Elaeagnus davidii là một loài thực vật có hoa trong họ Elaeagnaceae. Loài này được Franch. mô tả khoa học đầu tiên năm 1888.